# Кичево (община)
Община Кичево (мак. Општина Кичево) — община в Північній Македонії. Адміністративний центр — місто Кичево. Розташована на заході  Македонії, Південно-Західний статистично-економічний регіон, з населенням 30 138 мешканців. Загальна площа общини 49,14 км².